# Jacques Le Blanc de La Vignolle
Pour les articles homonymes, voir Le Blanc et Jacques Leblanc.
Jacques Le Blanc de la Vignolle (né le 11 juin 1610, mort le 18 septembre 1684), est un avocat, historien et généalogiste du Maine et de la Mayenne.

## Biographie
Fils d'Olivier, sieur de Champagné, licencié en droit. Les Le Blanc de la Vignolle sont affiliés à la famille d'architectes Bigot.
Le grand-oncle et un aïeul de Jacques Le Blanc de la Vignolle sont associés à la Capitulation de Laval en 1594.
Jacques Le Blanc de la Vignolle est né le 11 juin 1610. Dès 1630 il exerce comme avocat à Laval.
Marié avec Renée Moraine, dont il aura 5 enfants, et devenu veuf avant 1660, il se remarie avec Adnette Lasnier († 15 novembre 1670), qui lui donnera 3 enfants. Sa situation de fortune n'était guère brillante car, s'il avait acheté le lieu des Guettes (Argentré), il fut obligé de vendre aux Dominicains celui de la Vignolle (Montflours) dont il portait le nom. S'il conserva le lieu patrimonial de Champagné, il en recevait d'avance le fermage qu'un de ses gendres lui payait par acomptes après avoir garni la ferme de bétail.
Sa clientèle pourtant dut être nombreuse, car il avait l'estime générale de ses concitoyens, qui le députèrent avec François Hennier vers le duc de la Trémoille, chef des frondeurs dans l'ouest, en 1649, quand le marquis de la Boulaye entra au Mans avec les 4 régiments qu'il commandait. Les députés furent envoyés par le duc à Rennes auprès de sa femme, mais la paix, signée dès le mois d'avril, vint heureusement délivrer les Lavallois de leurs hésitations entre le roi et le seigneur.
Sénéchal, comme son père, de petits fiefs seigneuriaux (Moulin-Geslin et Marcheru), élu en l'élection de Laval en 1650, échevin en 1658, Le Blanc de la Vignolle devint syndic et doyen des avocats en 1677. Il mourut le 18 septembre 1684 et fut inhumé le lendemain dans l'église de la Trinité, sa paroisse.
On a donné quelquefois pour armes à Jacques Le Blanc de la Vignolle une vigne, mais une de ses lettres, cachetée d'un petit sceau, porte sur l'écu : deux oiseaux affrontés en chef, un lion (?) en pointe. 
C'est le chiffre de Jacques Le Blanc de la Vignolle qu'on voit sculpté contre le pilier du chœur à l'entrée de la sacristie dans l' église Notre-Dame' de Laval. Un autel était probablement appliqué à ce pilier. « Il est bon que l'on sache l'origine de cette sculpture pour que l'on ne supprime pas ce souvenir d'un des Lavallois qui ont le mieux mérité de leurs concitoyens », note l'abbé Angot.

## Publications
« Il fut considéré avec juste raison, écrit René Pichot de la Graverie, non seulement comme le restaurateur de la science et de l'étude à Laval, mais encore comme le guide et le modèle de ceux qui le suivirent. Appliqué à l'étude des lois et ordonnances, il devint bientôt un habile commentateur de la coutume du Maine, et sa réputation s'étant répandue dans sa province et dans les provinces voisines, on le prit souvent comme arbitre et comme avocat consultant. » À un esprit subtil, pénétrant et juste, il joignit une grande faculté de travail dont il nous reste encore de précieux témoignages.
- On ne connaît plus en original, de son écriture caractéristique mais peu lisible, outre ses Notes sur le commentaire de Louis de Malicotte que possède la Bibliothèque de Laval, que des lettres et des consultations sur des feuilles volantes disséminées dans divers dépôts.
- De ses ouvrages de droit : traités de jurisprudence, recueils de sentences, arrêts, etc., on fit plusieurs copies au XVIIIe siècle, « avec beaucoup de peines et de dépenses », dit René Pichot de la Graverie.
- Il en fut de même pour ses Généalogies de la Maison de Laval[note 1] avec les preuves en une dizaine de volumes, que vendit son petit-fils, M. Courte de Sumeraine, et qui, déposées au trésor du château de Laval en 1749, subirent le sort du chartrier de Laval.
- Tout n'est cependant pas perdu[note 2] : un Oratorien, le tourangeau Paul Foucher, membre de l'Académie des Inscriptions, avait obtenu de René Pichot de la Graverie communication d'une copie qui servit aux auteurs de l'Art de vérifier les dates.
- Le premier volume existe aux Archives nationales sous la cote MM. 746 et a été reconnu et signalé par Bertrand de Broussillon ; le second devait contenir les preuves ; ce que l'on connaît suffit pour que l'on souscrive à cet éloge de René Pichot de la Graverie : « Jacques Le Blanc de la Vignolle mérite le premier rang parmi ceux qui ont illustré notre patrie ». Il montra un esprit sagace au service d'une méthode sérieuse à travers des recherches exactement conduites. Personne ne s'y méprit et moins que tout autre Charles Maucourt de Bourjolly, qui le pilla, comme on peut le voir à la lecture des Notes sur Laval, son Comté, ses fiefs et leurs titulaires, connues par plusieurs copies et publiées par Bertrand de Broussillon.